# Prekolluk
Prekolluk är en ort i Kosovo. Den ligger i den västra delen av landet, 70 km väster om huvudstaden Priština. Prekolluk ligger 517 meter över havet och antalet invånare är 350.
Terrängen runt Prekolluk är varierad. Runt Prekolluk är det ganska tätbefolkat, med 222 invånare per kvadratkilometer. Närmaste större samhälle är Gjakova, 16,0 km sydost om Prekolluk. Omgivningarna runt Prekolluk är en mosaik av jordbruksmark och naturlig växtlighet.